# Christophe Gallaz
Christophe Gallaz, né à Valeyres-sous-Rances le 31 octobre 1948, est un écrivain et journaliste suisse.

## Biographie
Chroniqueur et écrivain, Christophe Gallaz passe son enfance à Assens et dans les hauts de Lausanne.
Il commence par étudier le droit à Lausanne puis bifurque en 1973 vers le journalisme et l'édition. Sa carrière débute par un stage à L'AGEFI. Dès 1980, il tient une chronique hebdomadaire pour le quotidien lausannois Le Matin. Il assume ensuite une chronique de réflexion sur les événements sportifs au Nouveau Quotidien et collabore régulièrement au quotidien Libération. 
Auteur de nouvelles, Les chagrins magnifiques (1982), Les musiques défaites (1989) et d'essais, La parole détruite - médias et violence (1995), Euros, Europe, Européens (2001), il écrit une vingtaine d'ouvrages pour les enfants, en collaboration avec les illustrateurs Étienne Delessert ou Roberto Innocenti : Contes et légendes de la Suisse (1998), Rose blanche (1985). 
Pour les illustrations de son ouvrage Rose Blanche, Roberto Innocenti reçoit en 1985 la Pomme d'Or de Bratislava (BIB), et en 1986 la "Mention" Premio Grafico Fiera di Bologna per la Gioventù de la Foire du livre de jeunesse de Bologne.
En 1989, Christophe Gallaz est lauréat du Prix Saint-Exupéry pour Mozart, illustré par Georges Lemoine. L'ouvrage figure dans la « Honour List » 1990 de l' IBBY.
Il apporte fréquemment sa contribution littéraire à des livres de photographie et collabore régulièrement, pour le scénario, avec des cinéastes suisses et français.

## Publications
- Une Chambre pleine d'oiseaux, ill. par Christine Berthoin, Lausanne, Éd. L'Âge d'homme, 1982, (rééd. 2009)
- Le Goût : Petit Croque et le loup, ill. par John Howe, Paris/St-Suplice, Gallimard/Tournesol, 1982.
- Le Mouvement : Petit Croque et la musaraigne, ill. par Monique Félix, Paris/St-Suplice, Gallimard/Tournesol, 1982.
- L’Odorat : Petit Croque et les oranges, ill. par Carolyn Gowdy, Paris/St-Suplice, Gallimard/Tournesol, 1982.
- L’Ouïe : Petit Croque et le rossignol, ill. par Stéfan Fell, Paris/St-Suplice, Gallimard/Tournesol, 1982.
- Le Toucher : Petit Croque et le train fantôme, ill. par Christine Berthoin, Paris/St-Suplice, Gallimard/Tournesol, 1982.
- La Vue : Petit Croque et le perroquet, ill. par Eléonore Schmid, Paris/St-Suplice, Gallimard/Tournesol, 1982.
- L’Amour : Petit Croque et ses amis, ill. par Étienne Delessert, Paris/St-Suplice, Gallimard/Tournesol, 1982.
- Lettre à Jeanne Hersch : la haine du présent, Genève, Éd. Zoé, 1984
- Rose blanche, illustrations de Roberto Innocenti, 1985
- Les chagrins magnifiques, Genève, Éd. Zoé, 1986
- Les chants du regard : cinq récits d'œil et de mémoire, aquarelles de Monique Félix, Lausanne, Éd. des Terreaux, 1986
- Mozart, ill. par Georges Lemoine, Genève, Éd. La Joie de lire, 1988
- Les musiques défaites, Genève, Éd. Zoé, 1989 (rééd. 2005)
- Chronique des jours glissants : Discours de Swatch, Genève, Éd. Zoé, 1991
- La Rivière du monde, Genève, La joie de lire, 1995.
- Reinhardt, textes de Christophe Gallaz, Gilbert Salem, Jacques Dominique Rouiller, Lausanne, J.D. Rouiller, 1995
- La Parole détruite : médias et violence, dessins d'Étienne Delessert, Genève, Éd. Zoé, 1995
- Contes et légendes de Suisse, Paris, Nathan, 1996
- Charme des maisons rurales en Pays de Vaud, textes : Christophe Gallaz, Monique Bory, André De Giuli, photos : Magali Koenig, Société d'art public, Commission des publications, 1997
- Sculpteur de musiques Guido Reuge : maître des boîtes enchantées, photos : Armand Deriaz, ill : Étienne Delessert, Éd. La Sarine, 1999
- La Chambre, Éd. L'Âge d'homme, 1999
- Petit Manuel des rites mortuaires, Jérôme Ducor, Bernard Crettaz, Christian Delécraz, Christophe Gallaz, Éd. La Joie de Lire, 1999
- La langue et le politique : enquête auprès de quelques écrivains suisses de langue française, Patrick Amstutz (éd.), postf. de Daniel Maggetti, Vevey, Éd. de L'Aire, 2001
- Entretiens avec Edmond Kaiser, Éd. Favre, 2000
- Euro, Europe, Européens, Christophe Gallaz, Monique Flonneau, Anita Camier, Nathan, 2001
- Songe de pierres au bord de l'eau, Éd. La Joie de lire, 2005
- Le rêve de l'arbre, Gallimard-Jeunesse, 2008
- Z/Z  (avec Michel Thévoz), Editions de l'Aire, 2020

## Prix et distinctions
- 1985 : Pomme d'Or de Bratislava[1] (BIB) pour les illustrations de Roberto Innocenti de son  ouvrage jeunesse Rose blanche.
- 1986 : "Mention" Premio Grafico Fiera di Bologna per la Gioventù de  la Foire du livre de jeunesse de Bologne[2] (Italie) pour les illustrations de Roberto Innocenti de Rose blanche.
- 1989 : Prix Saint-Exupéry[3] pour Mozart, illustré par Georges Lemoine
- 1990 : (international) « Honour List »[4] de l' IBBY, Catégorie Auteur, pour Mozart (illustrations de Georges Lemoine)

## Sources
- « Christophe Gallaz », sur la base de données des personnalités vaudoises sur la plateforme « Patrinum » de la Bibliothèque cantonale et universitaire de Lausanne.
- Institut suisse de littérature pour la jeunesse, Écrire et illustrer pour les enfants qui fait quoi en Suisse?, p. 87-88
- A.-L. Delacrétaz, D. Maggetti, Écrivaines et écrivains d'aujourd'hui, p. 124
- Roger Francillon, Histoire de la littérature en Suisse romande, vol. 4, p. 246-247, 350-351, 442
- 24 Heures /2003/08/23-24 p. 26 & 2005/09/17
- Ici Lôzane, p. 24 Jean-Louis Kuffer 24 Heures, 2009/06/24, p. 40
- Christophe Gallaz sur le site Culturactif
- A D S - Autorinnen und Autoren der Schweiz - Autrices et Auteurs de Suisse - Autrici ed Autori della Svizzera